# 1965年ドイツ連邦議会選挙
1965年ドイツ連邦議会選挙（1965ねん ドイツれんぽうぎかい せんきょ、ドイツ語: Bundestagswahl 1965）は、ドイツ連邦共和国（当時：西ドイツ）の下院に該当する連邦議会（Deutscher Bundestag）の議員を選出するため1965年9月に行われた選挙である。

## 概要
連邦議会議員の任期満了に伴って実施された。

## 選挙データ
- 連邦首相：ルートヴィヒ・エアハルト（キリスト教民主同盟）
- 与党：キリスト教民主・社会同盟（CDU・CSU）＋自由民主党（FDP）
- 連邦議会定数：496議席（小選挙区248議席）…前回より2議席増
- 選挙制度：小選挙区比例代表併用制

全体の議席は第2投票（政党への投票）の得票に応じて比例配分されるが、少数政党の乱立を防止する観点から、①全国集計で5％以上の得票を得た、②第1投票（選挙区候補者への投票、最多得票を得た候補が当選）で3名以上の当選者を出した、いずれかの要件を満たした政党にのみ比例配分される。尚、選挙区議席が比例配分議席を上回った場合は超過議席となる。

選挙制度に関する詳細はドイツ連邦議会#選挙制度を参照
- 有権者数：38,510,395名

## 選挙結果
- 投票日：1965年9月19日
- 投票者数：33,416,207名（投票率86.8％）
- 有効票数：32,620,442票（第2投票）

選挙前後の各党の議席数（外側が改選後）。
SPD
FDP
CDU+CSU

| 党派                                  | 党派                       | 候補者投票 | 候補者投票 | 政党投票   | 政党投票 | 議席     | 議席       |
| 党派                                  | 党派                       | 得票       | ％         | 得票       | ％       | 全体議席 | （選挙区） |
| ------------------------------------- | -------------------------- | ---------- | ---------- | ---------- | -------- | -------- | ---------- |
| キリスト教 民主・社会同盟 （CDU/CSU） | キリスト教民主同盟 （CDU） | 12,631,319 | 38.9       | 12,387,562 | 38.0     | 196      | 118        |
| キリスト教 民主・社会同盟 （CDU/CSU） | キリスト教社会同盟 （CSU） | 3,204,648  | 9.9        | 3,136,506  | 9.6      | 49       | 36         |
| ドイツ社会民主党（SPD）               | ドイツ社会民主党（SPD）    | 12,998,474 | 40.1       | 12,813,186 | 39.3     | 202      | 94         |
| 自由民主党（FDP）                     | 自由民主党（FDP）          | 2,562,294  | 7.9        | 3,096,739  | 9.5      | 49       | 0          |
| 議席総計                              | 議席総計                   | 議席総計   | 議席総計   | 議席総計   | 議席総計 | 496      | 248        |

- 出典：Wahl zum 5.Deutschen Bundestag am 19.September 1965
- 超過議席は無し